# ティタノフォネウス
ティタノフォネウス（学名：Titanophoneus）は、ロシア連邦から化石が産出している、ディノケファルス類に属する絶滅した獣弓類の属。全長は3.5メートルと推定され、当時における大型の捕食動物だった。頭蓋骨は頑強で、門歯と犬歯が発達しており、門歯の噛み合わせによって獲物の肉を千切り取ることが可能であった。体は細く、全長の約半分を尾が占め、四肢は長い。
タイプ種はTitanophoneus potensで、第二の種Titanophoneus adamanteusと共にティタノフォネウス属を構成する。他に命名されていた‘Titanophoneus’ rugosusはアンテオサウルス属の種と見なされ、またDoliosauriscus yanshinoviはT. potensのジュニアシノニムと見られている。ディノケファルス類の中では初期の属であり、2011年の系統解析ではアンテオサウルスやシノフォネウスと共にアンテオサウルス亜科に位置付けられている。

## ギャラリー

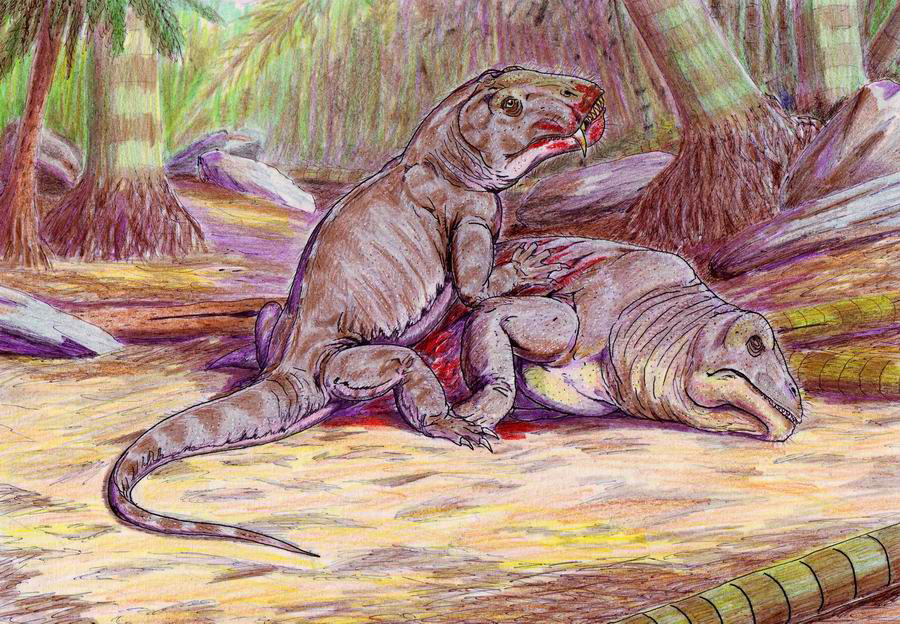
ウレモサウルスを捕食するT. potensの復元図
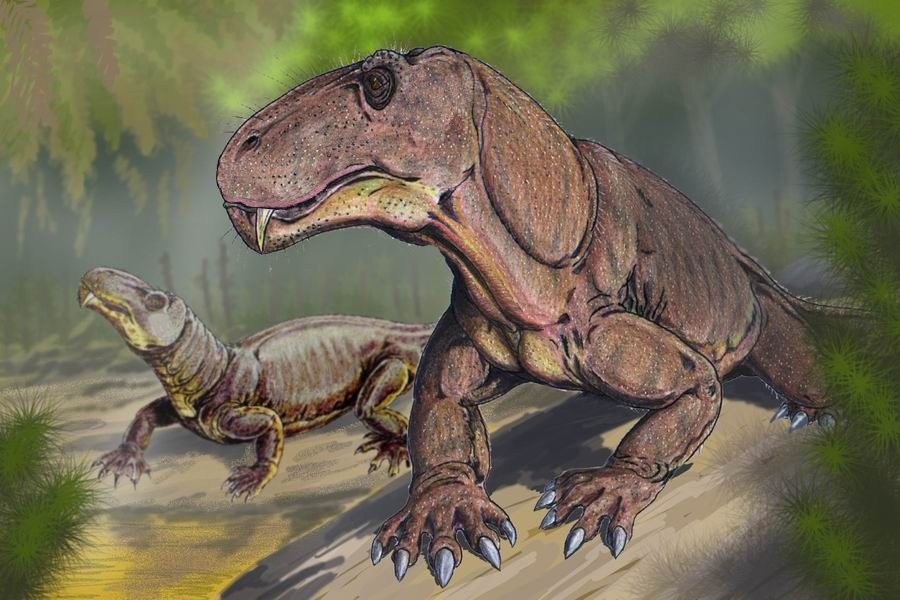
2頭の T. potensの復元図
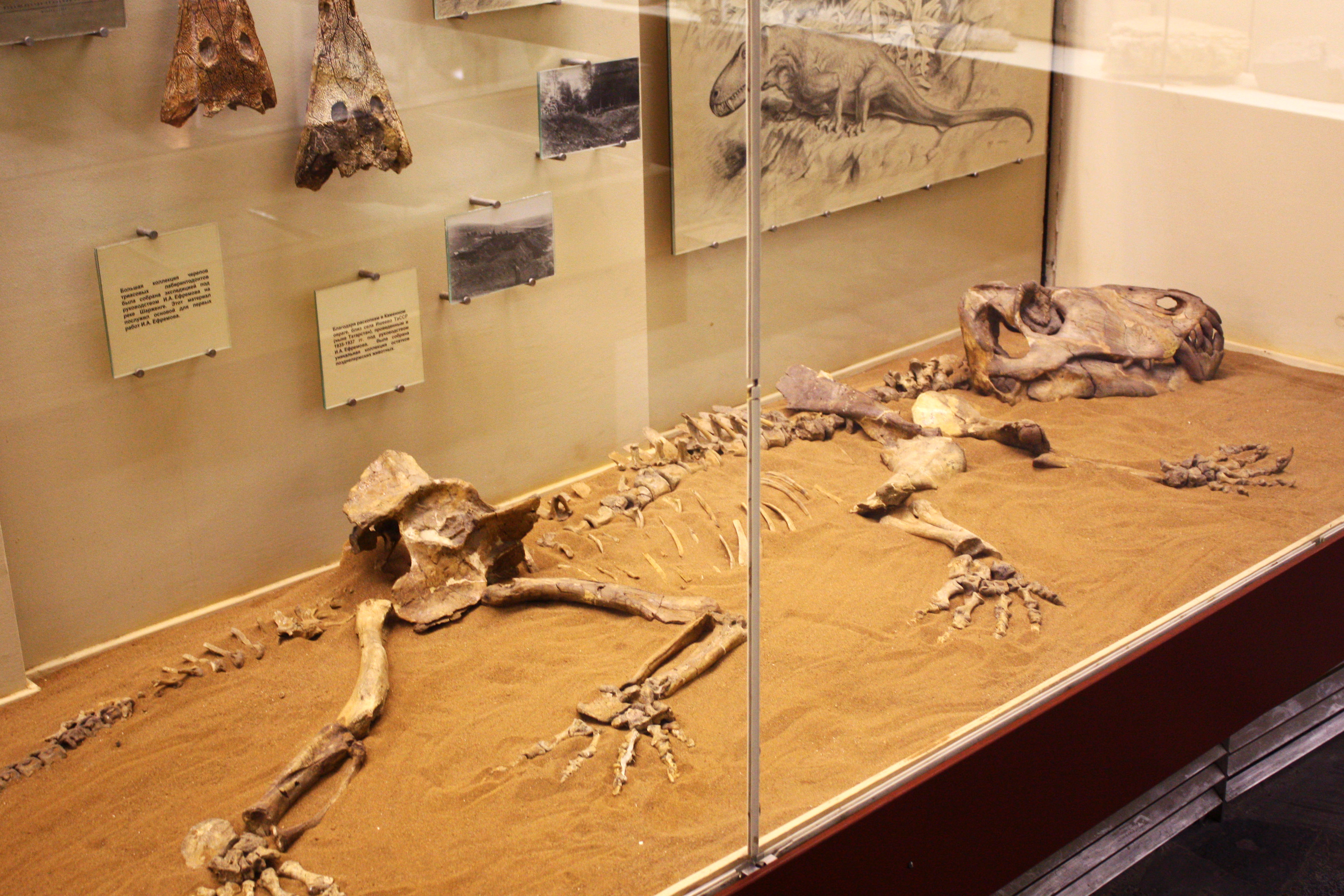
幼体の骨格標本
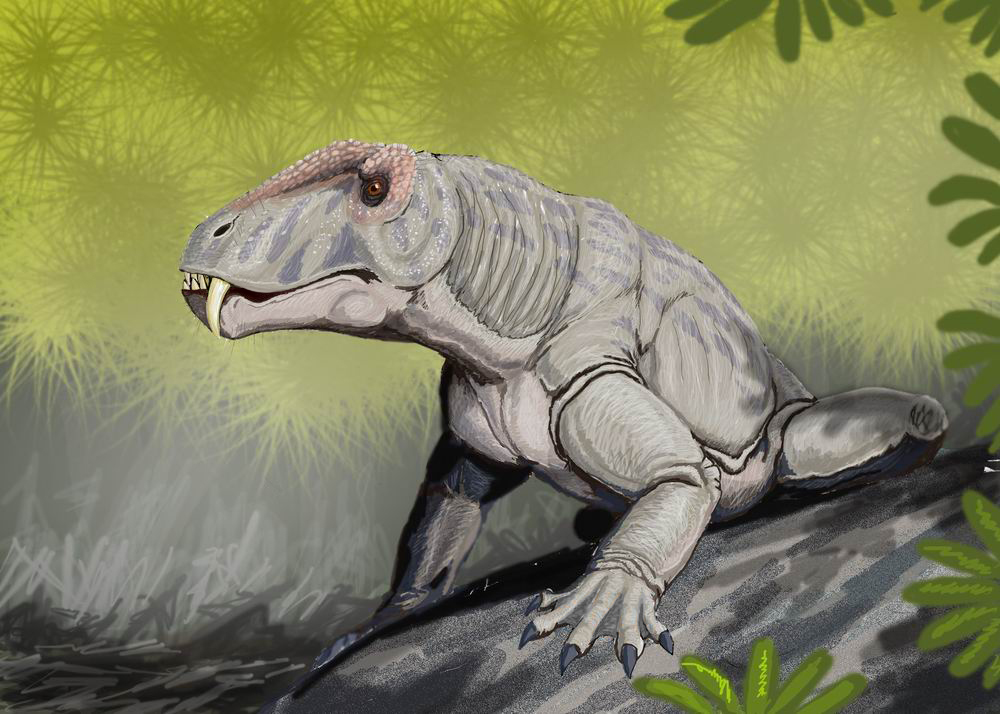
T. adamanteusの復元図
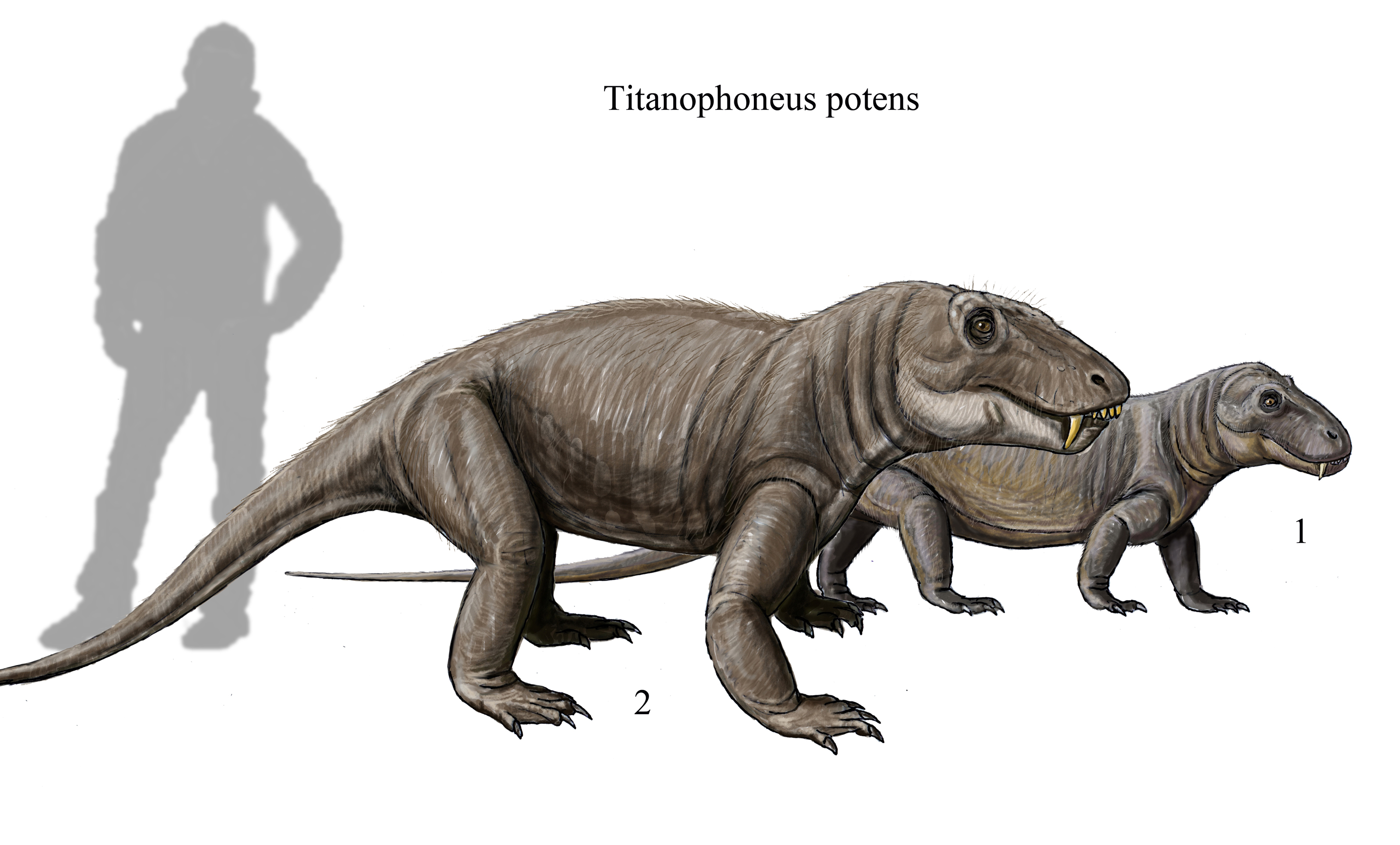
ヒトとT. potensの大きさ比較